# مزدا ۳۲۳
مزدا ۳۲۳، نهمین نسل از مزدا فامیلا و یک محصول کوچک و خانوادگی از شرکت مزدا می‌باشد که برای اولین بار در سال ۱۹۹۸ عرضه شد. این خودرو با نام‌های مزدا پروتژ و فامیلا نیز عرضه شده‌است.
در ایران نیز این خودرو از سال ۱۳۷۹ توسط گروه بهمن به بازار عرضه شد و عرضهٔ آن تا سال ۱۳۸۶ ادامه داشت تا اینکه در نهایت در سال ۱۳۸۶ نسل بعدی این خودرو یعنی مزدا ۳ جایگزین آن شد.
این خودرو دارای یک موتور ۱٫۶ لیتری است و مسلماً از این خودرو با قدرت ۱۰۶ اسب بخار نباید توقع شتاب و سرعت بالایی داشت ولی وزن بسیار کم ۱۰۷۳ کیلوگرمی این خودرو کمی این این موضوع را حل کرده‌است. با توجه به قدیمی بودن این خودرو مصرف سوخت بالای آن را هم باید در نظر بگیرید.
تیپ‌های مختلفی از این خودرو در بازار وجود دارد. نسخه F (سال 1379)، نسخه GLX (مدل های سال 1380 و 1381) و نسخه FL (سال 1383 تا 1386 و از تیپ 2 تا تیپ 5). نسخه های GLX و FL عمدتا در ظاهر متفاوت هستند. موتور و اکثر قطعات هر دو نسخه یکی هستند اما نسخه GLX سنسور اکسیژن، کاتالیزور و سانروف ندارد.
تیپ 2 با داشتن فناوری‌های ABS و EBD؛ تیپ 3 با داشتن قابلیت‌های ABS, EBD و سانروف؛ تیپ 4 با گیربکس اتوماتیک و البته ABS و EBD و نهایتاً تیپ 5 با داشتن تمامی موارد اعم از سانروف، گیربکس اتوماتیک و فناوری‌های ABS و EBD عرضه و بازار خوبی برای خرید و فروش دارد. تیپ فول این خودرو دارای امکاناتی مانند گیربکس اتوماتیک ۴ سرعته و سان روف است اما از نظر امکانات و تجهیزات رفاهی حتی بهترین تیپ این خودرو هم امکانات بسیار ساده ای دارد مانند صندلی‌های پارچه ای. لازم است ذکر شود که مزدا 323 با کارکرد کم به سختی در بازار پیدا می‌شود.
سایر امکانات و تجهیزات در سایر تیپ‌های مزدا ۳۲۳: آینه‌های برقی تاشونده، تهویه مطبوع غیر اتوماتیک، شیشه بالابرهای برقی، کولر، کیسه هوای ایمنی و ترمز ABS + EBD.

## نگارخانه

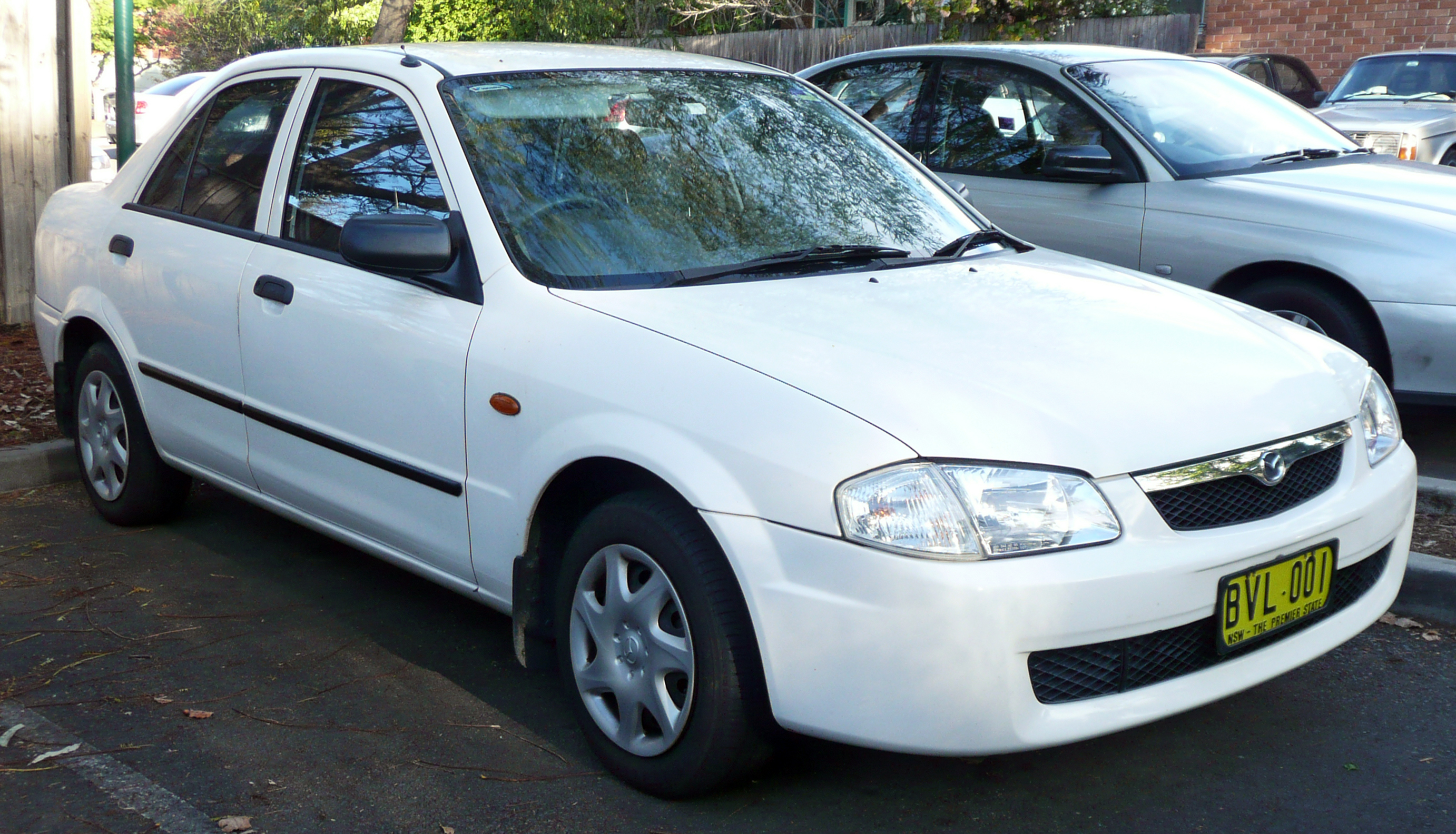
مزدا پروتژ قبل از فیس لیفت (GLX)
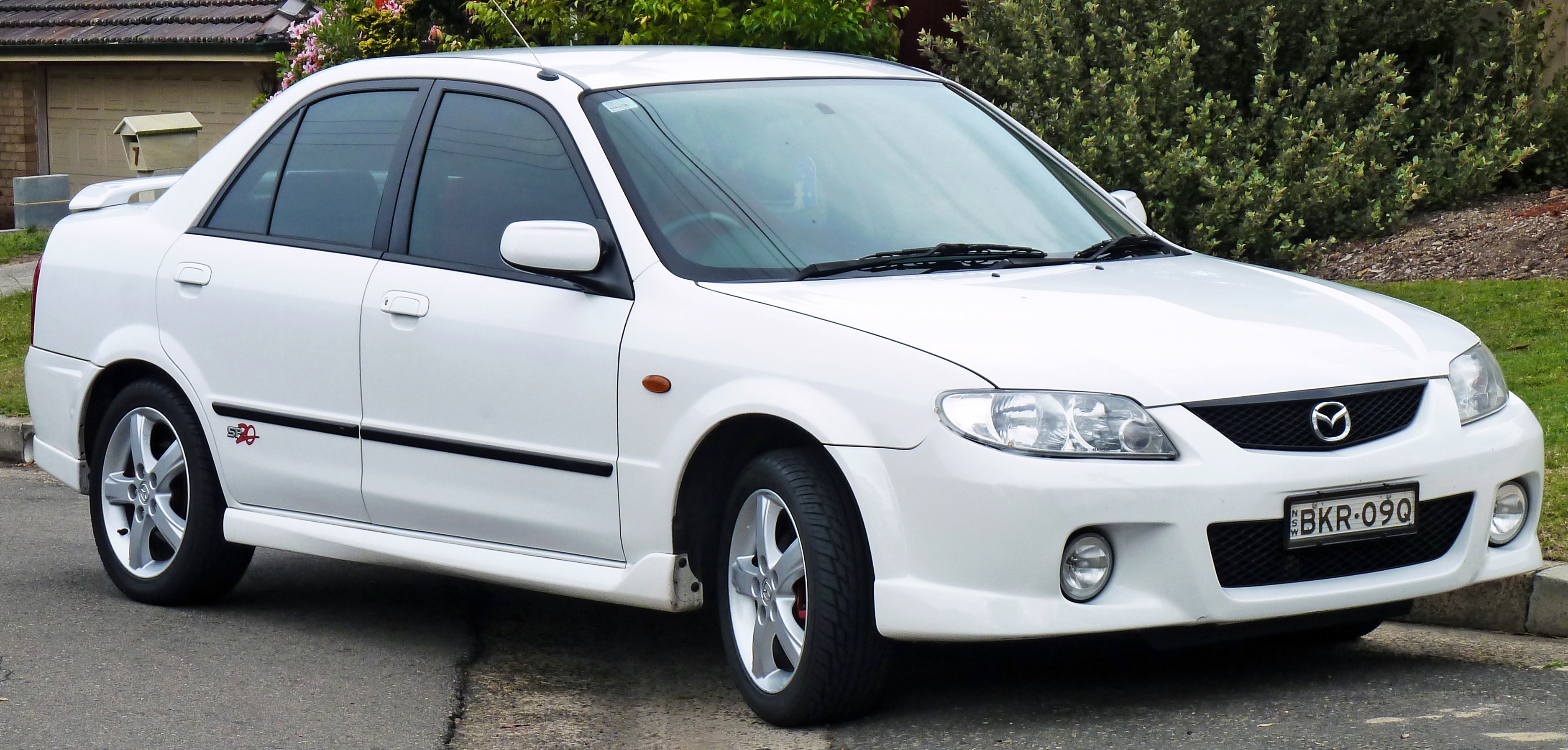
مزدا 323 سدان بعد از فیس لیفت (FL)
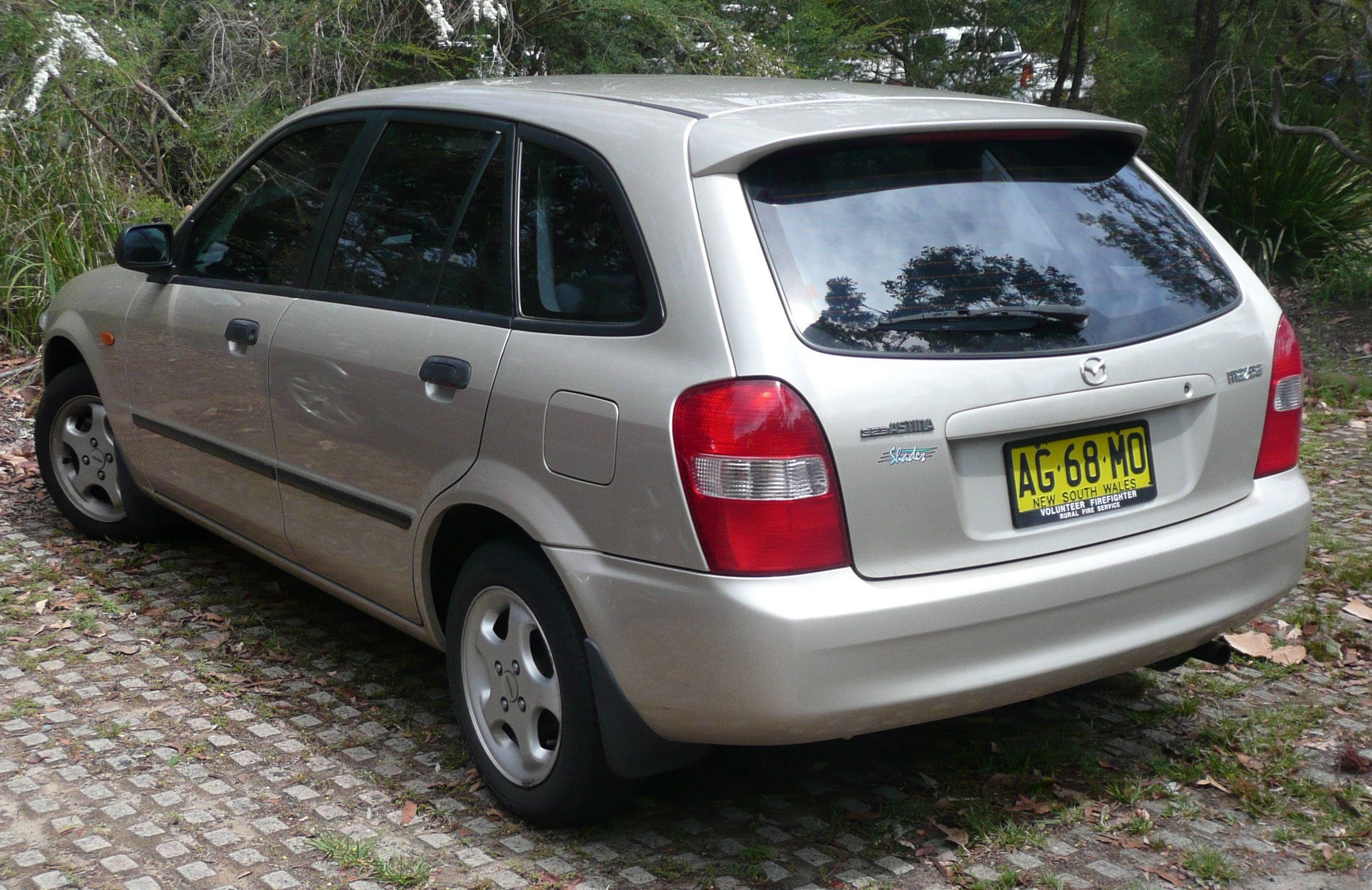
مزدا ۳۲۳ استیشن واگن
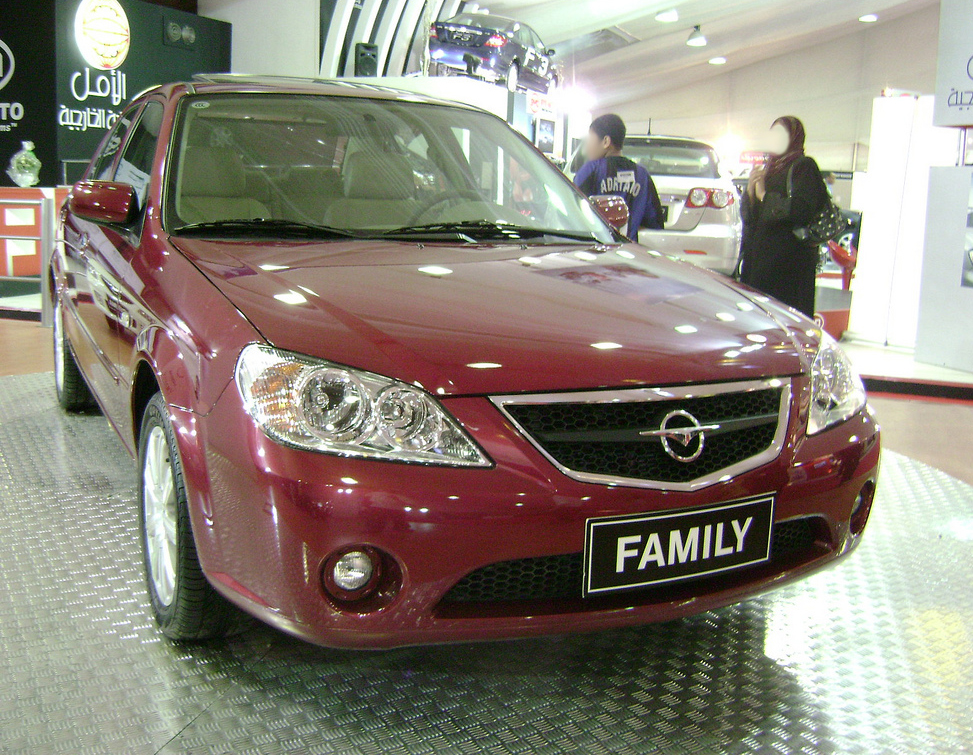
هایما فامیلی، نسخه چینی مزدا ۳۲۳
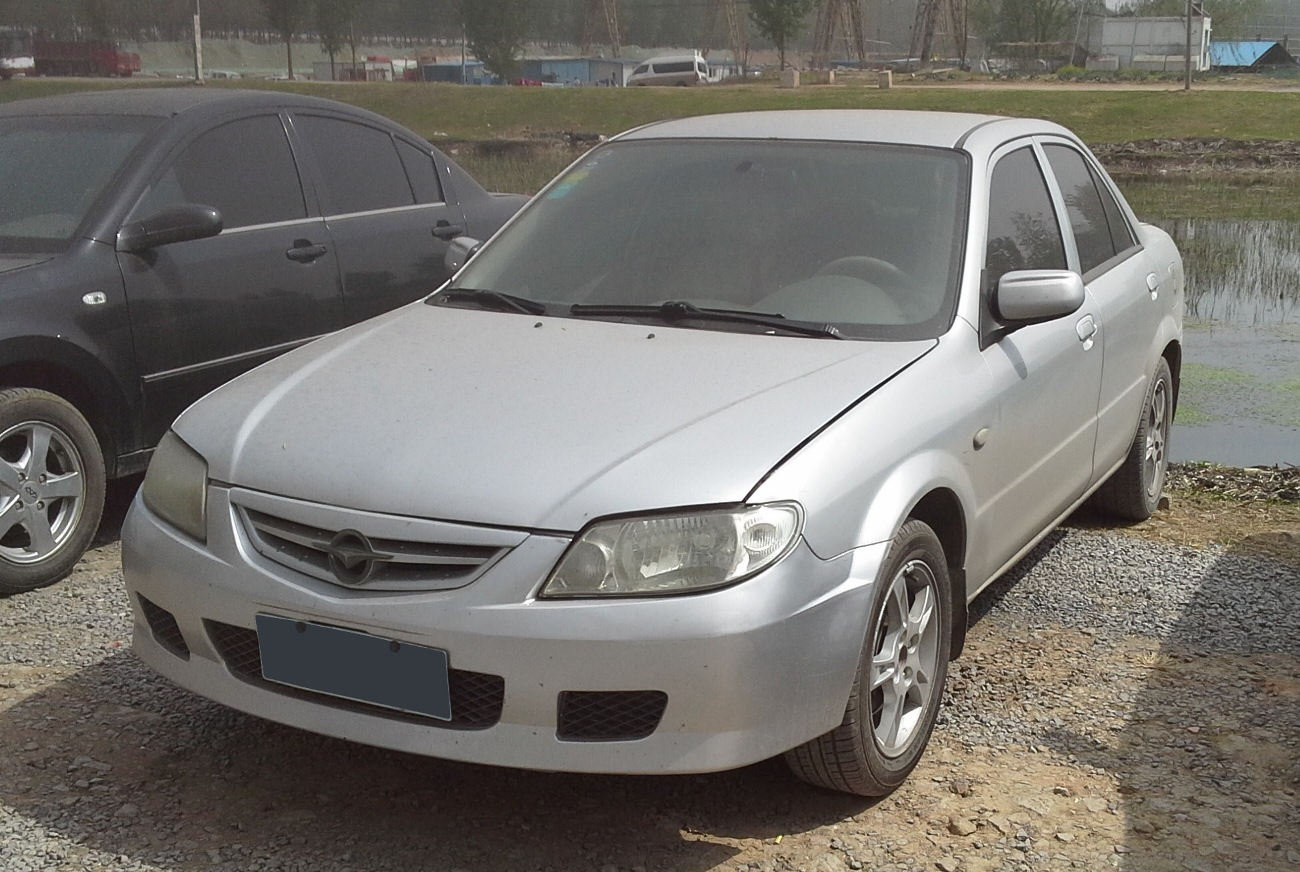
هایما هاپین (چین)